# Mubarak al-Nubi
Mubarak Sultan Faraj al-Nubi (né le 30 décembre 1977) est un athlète qatarien, spécialiste du 400 mètres haies.

## Palmarès
| Date | Compétition                   | Lieu         | Résultat | Épreuve     | Temps        |
| ---- | ----------------------------- | ------------ | -------- | ----------- | ------------ |
| 1995 | Championnats d'Asie           | Jakarta      | 1er      | 400 m haies | 50 s 17      |
| 1996 | Championnats du monde juniors | Sydney       | 1er      | 400 m haies | 49 s 07      |
| 1998 | Championnats d'Asie           | Fukuoka      | 1er      | 400 m haies | 48 s 71      |
| 1998 | Coupe du monde des nations    | Johannesburg | 2e       | 400 m haies | 48 s 17      |
| 2002 | Championnats d'Asie           | Colombo      | 1er      | 400 m haies | 48 s 67 (CR) |
| 2002 | Jeux asiatiques               | Busan        | 2e       | 400 m haies | 48 s 98      |
| 2002 | Coupe du monde des nations    | Madrid       | 2e       | 400 m haies | 48 s 96      |
| 2003 | Championnats d'Asie           | Manille      | 1er      | 400 m haies | 49 s 19      |
| 2003 | Championnats du monde         | Paris        | 7e       | 400 m haies | 52 s 64      |
| 2009 | Championnats d'Asie           | Guangzhou    | 3e       | 400 m haies | 50 s 19      |
| 2009 | Championnats panarabes        | Damas        | 3e       | 400 m haies | 51 s 74      |

### Records
| Épreuve     | Performance | Lieu         | Date              |
| ----------- | ----------- | ------------ | ----------------- |
| 400 m haies | 48 s 17     | Johannesburg | 11 septembre 1998 |